# Bram Bosschaart
Abraham Willem (Bram) Bosschaart (Schoondijke, 17 maart 1908 – Culemborg, 24 september 1992) was een Nederlands burgemeester tijdens de Tweede Wereldoorlog.
Tussen 27 augustus 1943 en 8 mei 1945 was hij burgemeester van de gemeenten Houten, Schalkwijk en Tull en 't Waal. Hij was lid van de NSB.

## Tijdens de oorlog
Bosschaart laat begin 1944 weten in een vertrouwelijk gesprek dat hij inziet dat de houding van de Duitsers en NSB'ers verkeerd is. Maar hij blijft burgemeester omdat hij meende op deze manier nog wat voor de bevolking te kunnen doen. Tijdens zijn ambtsperiode werden er verschillende bombardementen op zijn gemeenten uitgevoerd. Daarbij kwamen burgers en militairen om het leven. Bosschaart was vaak betrokken bij de hulpverlening.
Uit verslagen van ooggetuigen blijkt dat Bosschaart regelmatig de bevolking tipte als er sprake was van een razzia. Ook wist hij een enkele keer een opgepakte burger vrij te krijgen.

## Na de oorlog
In de avond van 9 mei 1945 is burgemeester Bosschaart gearresteerd. Bosschaart is op 24 september 1946 veroordeeld tot 2 jaar internering met aftrek van voorarrest. Ook mocht hij geen openbare functies meer bekleden of het stemrecht uitoefenen. In Houten is daarna geprobeerd door ambtenaren en oud-verzetsstrijders de straf van hem te verlichten.
Na de oorlog is Bosschaart niet meer gezien in Houten. Op 24 september 1992 stierf hij in Culemborg. Volgens familie heeft hij het NSB-verleden afgezworen.